# Hemiplatytes
Hemiplatytes é um gênero de mariposa pertencente à família Crambidae.